# Forsviks kyrka
Forsviks kyrka är en kyrkobyggnad i Undenäs församling i Skara stift. Den ligger i Forsvik i Karlsborgs kommun.

## Kyrkobyggnaden
Kyrkan är belägen vid utloppet av en å från sjön Viken norr om brukssamhället. Den är en pastisch där såväl planform som utformning av exteriör och interiör knyter an till 1700-talets träkyrkobyggande. Den uppfördes i trä 1934 efter ritningar av Carl-Otto Hallström. Förebilden var Undenäs gamla medeltida träkyrka, vilken förstördes i en anlagd brand den 15 oktober 1890. 
Byggnaden har en korsformad centralplan med altaret i norr, där även den utbyggda sakristian återfinns, samt torn vid den södra gaveln. Tornkrönet har tidigare tillhört Undenäs gamla kyrka och räddades vid 1890 års brand. Entré genom tornets bottenvåning. De panel- och spånklädda ytterväggarna är rödfärgade under branta, tjärade spåntak. Även tornspiran är spånklädd och tjärad. Kyrkorummet täcks av ett spegelvalv. Mittgång och altare vid fondväggen.

## Inventarier
- Altartavla målad av Märta Afzelius.
- Korinredningen, skapad av Jerk Werkmäster tillkom 1964.
- I kyrkan hänger ett votivskepp.

## Bilder

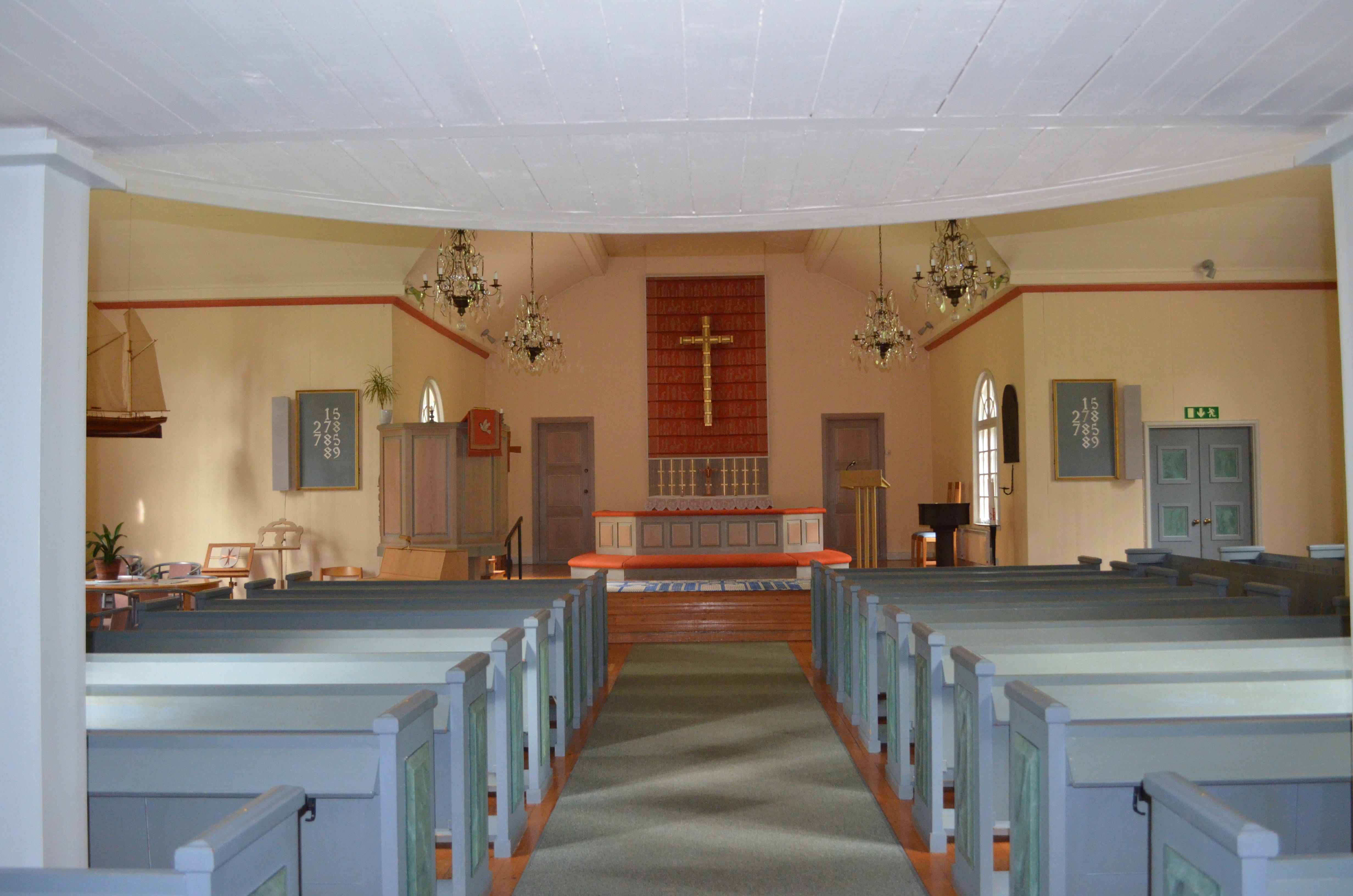
Kyrkorummet
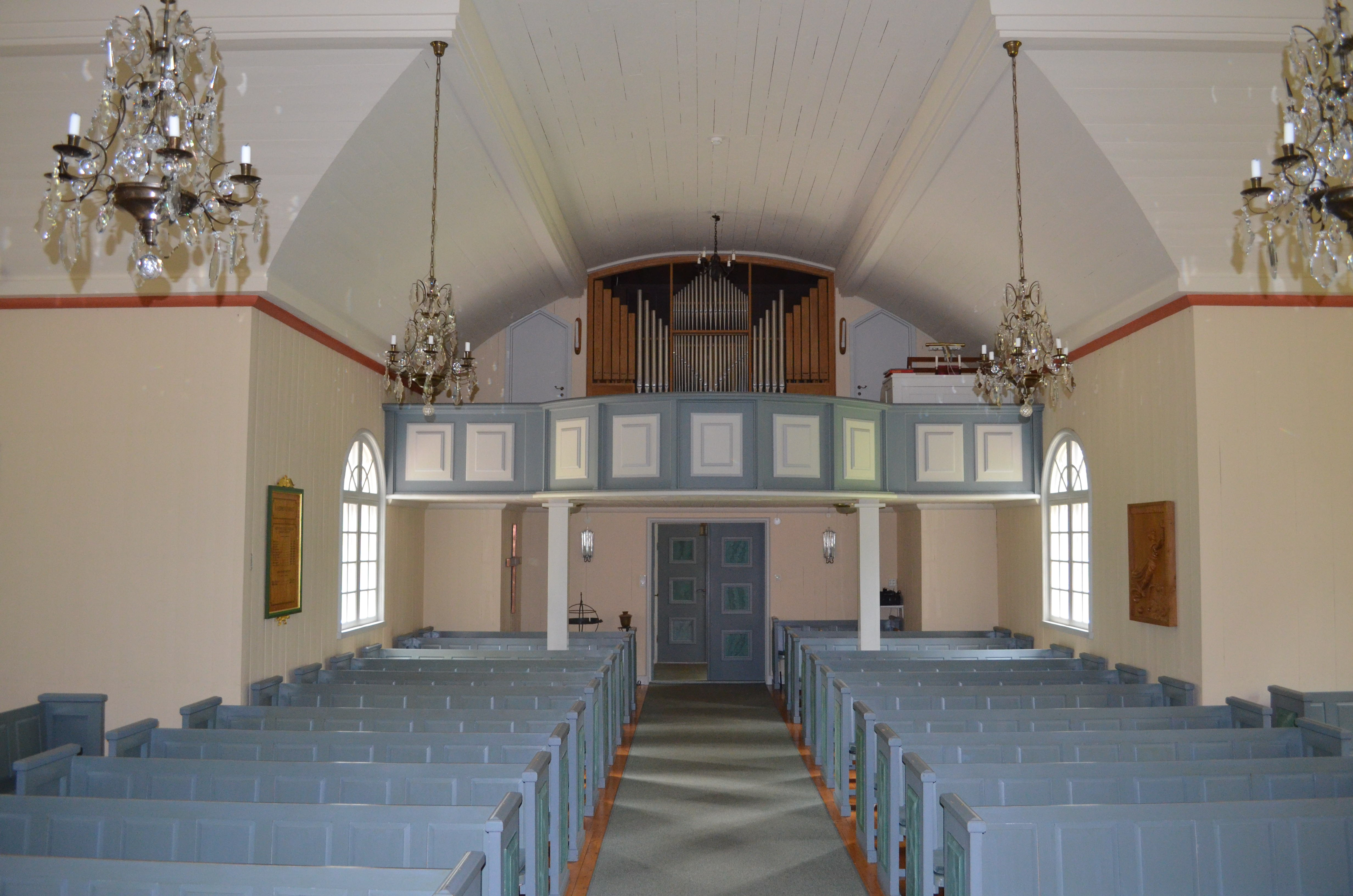
Orgelläktaren
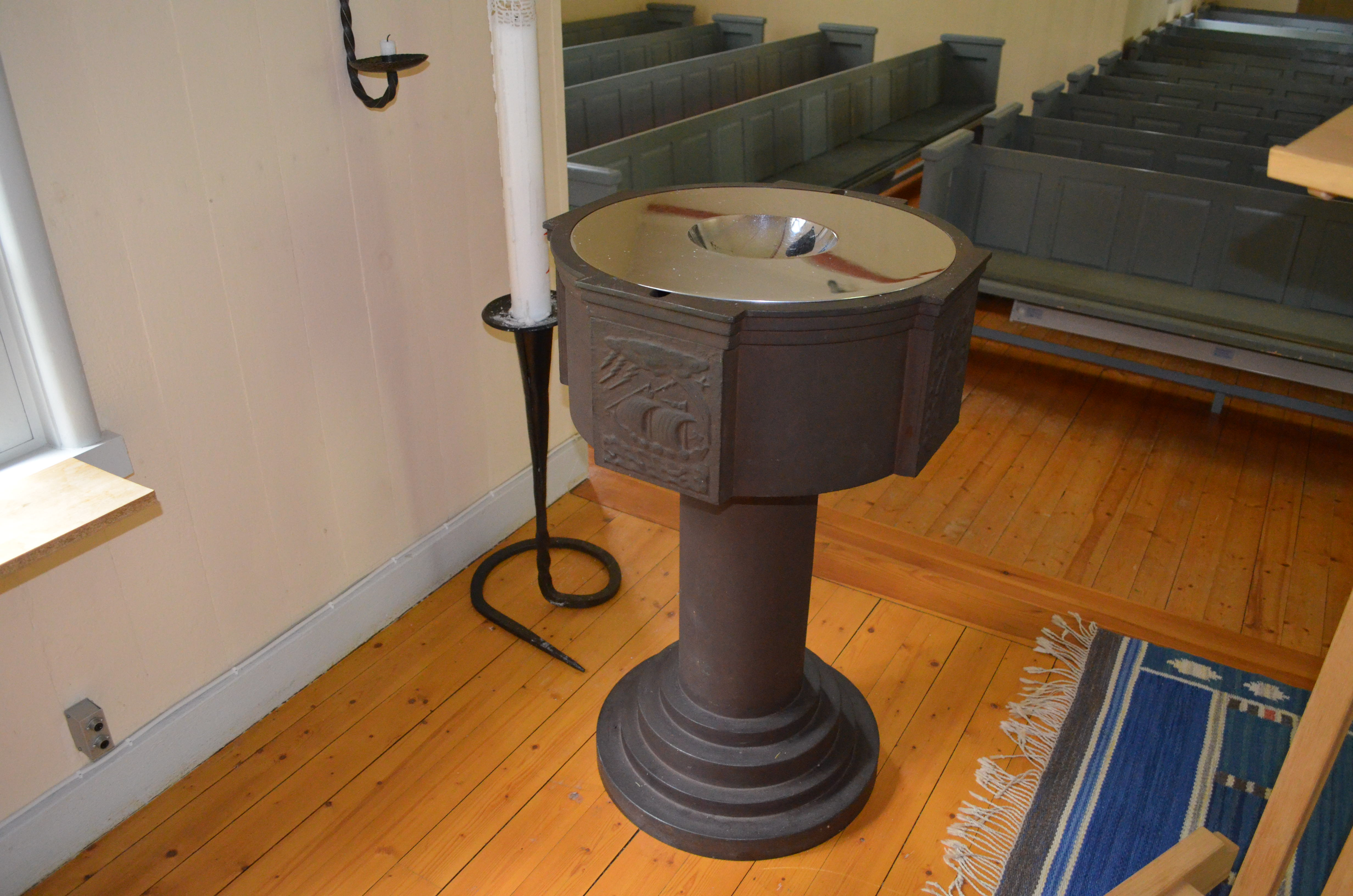
Dopfunten
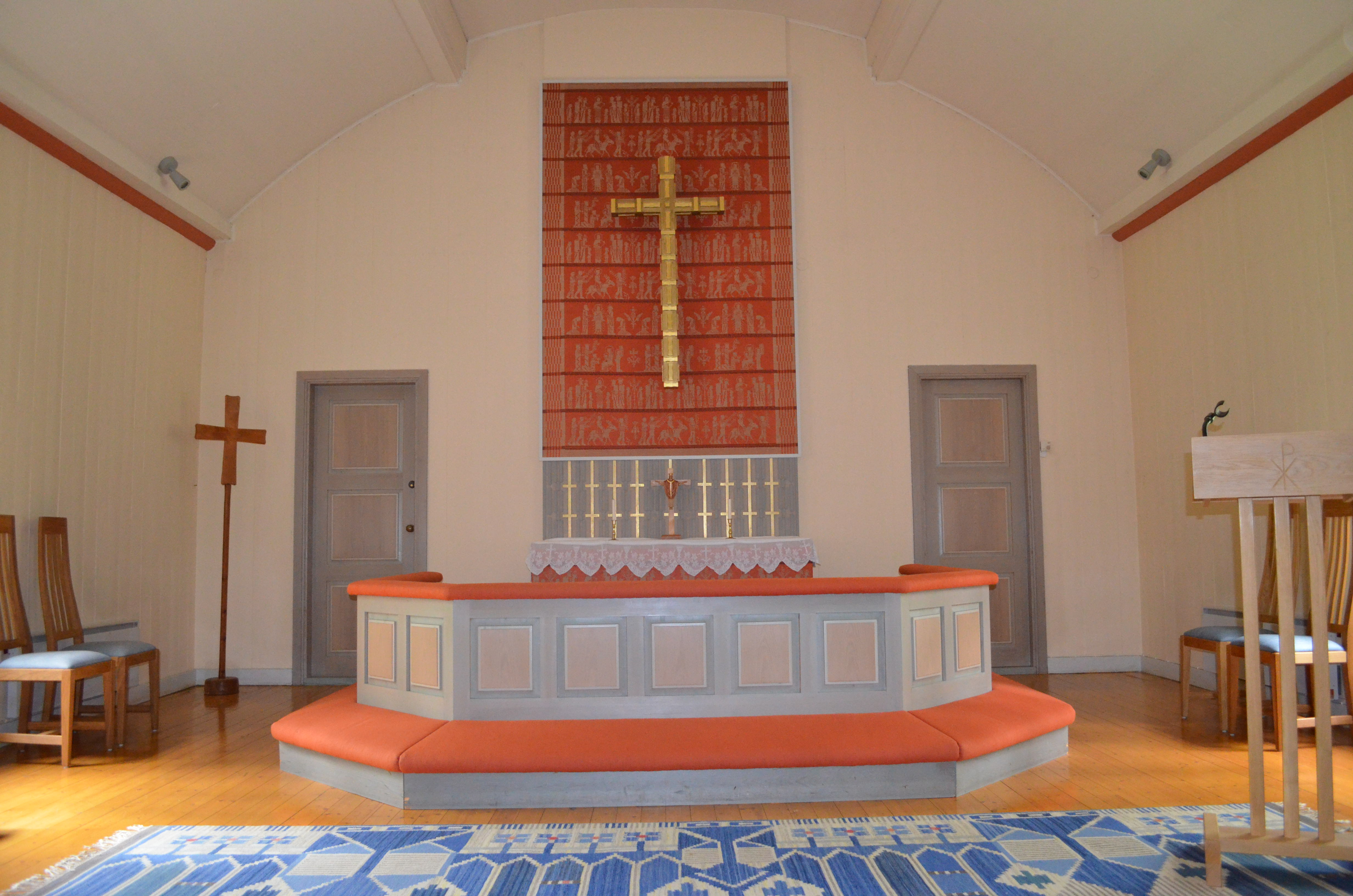
Forsviks kyrkas altare
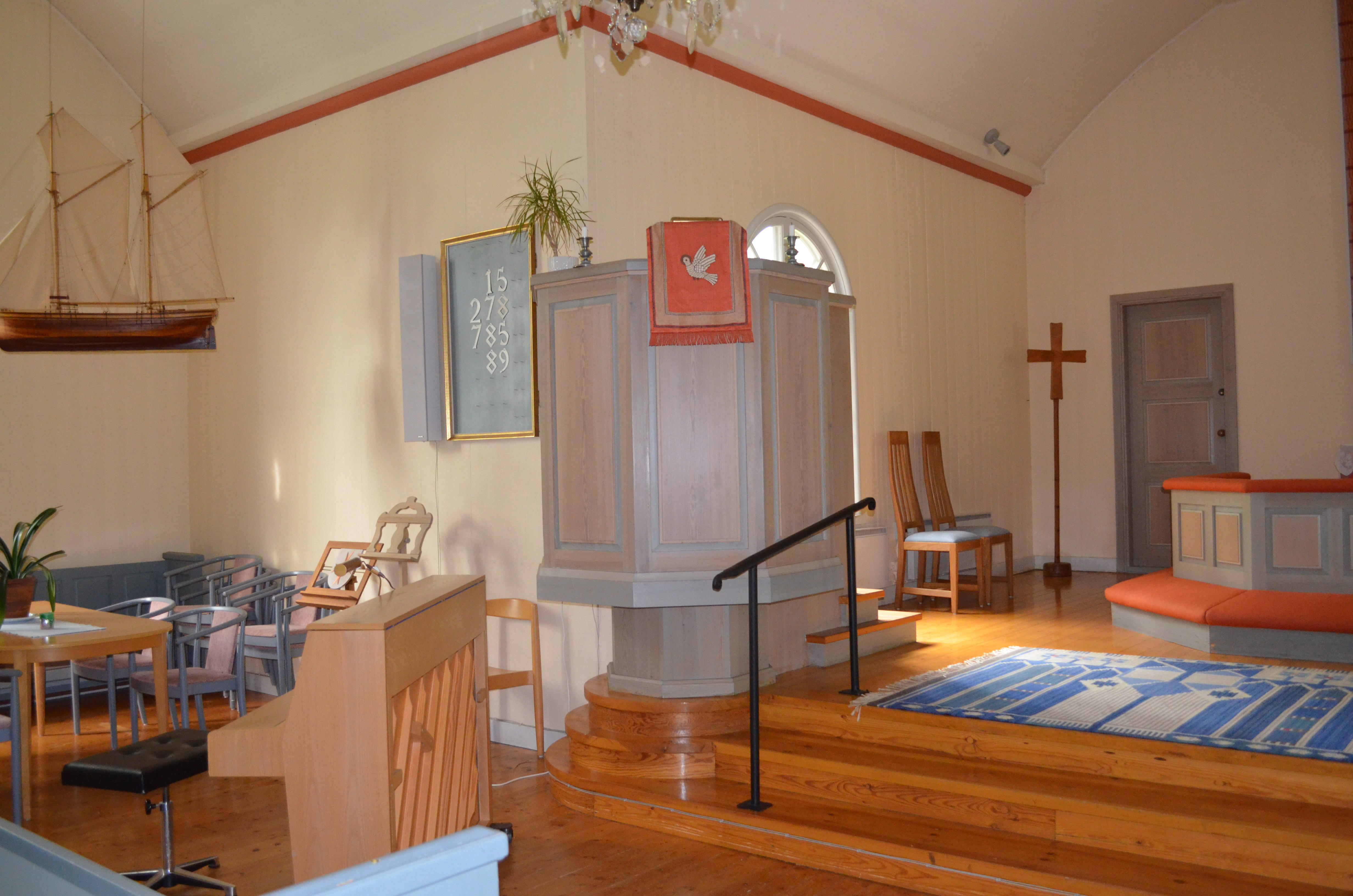
Forsviks kyrkas predikstol